# Liste der Kulturdenkmäler in Virneburg
In der Liste der Kulturdenkmäler in Virneburg sind alle Kulturdenkmäler der rheinland-pfälzischen Ortsgemeinde Virneburg aufgeführt. Grundlage ist die Denkmalliste des Landes Rheinland-Pfalz (Stand: 27. Oktober 2023).

## Denkmalzonen
| Bezeichnung                | Lage             | Baujahr                            | Beschreibung | Bild                           |
| -------------------------- | ---------------- | ---------------------------------- | --- | ------------------------------ |
| Denkmalzone Burg Virneburg | Hauptstraße Lage | zweite Hälfte des 12. Jahrhunderts | ursprünglich pfalzgräfliches Lehen der Grafen von Sayn; Ausbau im 16. Jahrhundert, 1689 zerstört; Teil der Schildmauer, Torbau mit Pechnase, 15. Jahrhundert; Schalenturm; Wohnturm, Palas, 16. oder 17. Jahrhundert; bauliche Gesamtanlage mit Kapelle, ehemaligem Amtshaus (Hauptstraße 19) und Hauptstraße 17 sowie den Häusern an der Haupt- und Talstraße | weitere Bilder Fotos hochladen |
| Denkmalzone Nitzbachbrücke | Hauptstraße Lage |                                    | Rundbogenbrücke über den Nitzbach am alten Ortsrand von Virneburg, angrenzend zwei Fachwerkgebäude: Hauptstraße 20 (zweite Hälfte des 17. Jahrhunderts) und Hauptstraße 33 | Fotos hochladen                |

## Einzeldenkmäler
| Bezeichnung                        | Lage                                | Baujahr                                | Beschreibung | Bild                           |
| ---------------------------------- | ----------------------------------- | -------------------------------------- | --- | ------------------------------ |
| Wohnhaus                           | Hauptstraße 17 Lage                 | 1616                                   | Fachwerkhaus, teilweise massiv, bezeichnet 1616, Fachwerk aus dem 18. oder 19. Jahrhundert, riedgedecktes Dach                                                   | Fotos hochladen                |
| Amtshaus                           | Hauptstraße 19 Lage                 | 1750                                   | ehemaliges Amtshaus; barocker Mansarddachbau, bezeichnet 1750 | Fotos hochladen                |
| Wohnhaus                           | Hauptstraße 33 Lage                 | spätes 18. oder frühes 19. Jahrhundert | Fachwerkhaus, teilweise massiv, Krüppelwalmdach, spätes 18. oder frühes 19. Jahrhundert; Fachwerkanbau, Ende des 19. Jahrhunderts, Bruchsteinanbau; Gesamtanlage | Fotos hochladen                |
| Wegekreuz                          | Mühlenberg, bei Nr. 2 Lage          | 1730                                   | Wegekreuz, Nischentyp, bezeichnet 1730 | BW                             |
| Wohnhaus                           | Sankt Joster Straße 1 Lage          | 18. Jahrhundert                        | Mansardwalmdachbau, eventuell mit Fachwerk, 18. Jahrhundert | Fotos hochladen                |
| Wohnhaus                           | Sankt Joster Straße 2 Lage          | 19. Jahrhundert                        | Fachwerkhaus, teilweise massiv, bezeichnet 1680, jedoch aus dem 19. Jahrhundert                                                                                  | Fotos hochladen                |
| Katholische Kapelle St. Trinitatis | Talstraße Lage                      | 1695                                   | barocker Saalbau, bezeichnet 1695; Wegekreuz, 1777 | weitere Bilder Fotos hochladen |
| Wohnhaus                           | Talstraße 4/6 Lage                  | 1680                                   | Doppelhaus; Fachwerkbau, teilweise massiv, bezeichnet 1680, Fachwerk wohl aus dem 18. oder 19. Jahrhundert                                                       | Fotos hochladen                |
| Wegekapelle                        | östlich des Ortes an der B 258 Lage | 1814                                   | Wegekapelle, Saalbau, bezeichnet 1814; Bildstock, Schöpflöffelform, bezeichnet 1594                                                                              | Fotos hochladen                |
| Kreuzwegstationen                  | östlich des Ortes an der B 258 Lage | spätes 18. Jahrhundert                 | Kreuzwegstationen, wohl noch aus dem 18. Jahrhundert | BW                             |